# 岸和田北出入口
岸和田北出入口（きしわだきたでいりぐち）は、大阪府岸和田市の阪神高速道路4号湾岸線の出入口。
2024年（令和6年）9月3日より北行料金所、南行料金所ともにETC専用になっている。

## 道路
- 阪神高速4号湾岸線(4-15,4-16)

## 料金所

### 岸和田北（北行）料金所
- ブース数：2
  - ETC専用：1
  - サポート：1

### 岸和田北（南行）料金所
- ブース数：2
  - ETC専用：1
  - サポート：1

## 周辺
- 阪南港木材港地区
- 岸和田競輪場
- ラパーク岸和田
- 南海本線春木駅

## 隣
阪神高速4号湾岸線
(4-14)泉大津出入口/PA - 泉大津TB（廃止）/泉大津大型専用PA（南行のみ） - (4-15,4-16)岸和田北出入口 - (4-17,4-18)岸和田南出入口